# Hublot (entreprise)
Pour les articles homonymes, voir Hublot et Hublot (homonymie).
Hublot est une maison de haute horlogerie fondée en Suisse en 1980 dirigée depuis 2012 par Ricardo Guadalupe.
La manufacture horlogère a été rachetée le 24 avril 2008 par le leader mondial du luxe LVMH.

## Histoire

### 1980: naissance de la marque
Carlo Crocco, fondateur de la marque grandit dans une famille italienne d'horlogers. En 1967, il dessine sa première montre. En 1980, il crée la société MDM Genève (acronyme de Marie-Danielle Montres, puis Montre Des Montres) et sa marque de montres Hublot.  
À cette époque, c’est la première marque horlogère de luxe à associer de l’or à du caoutchouc naturel. En 2004, Carlo Crocco confie la direction de l'entreprise à Jean-Claude Biver, l'ancien patron de la marque horlogère Blancpain, pour se concentrer sur la fondation MDM.

### Nouvelle direction

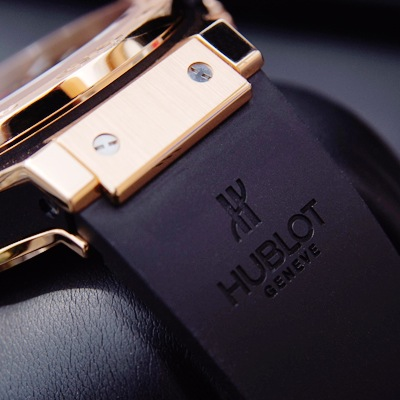
Détail d’un bracelet en caoutchouc

Jean-Claude Biver, nommé PDG membre du conseil d'administration le 2 mai 2004 est alors détenteur de 20 % de la société.
En 2007, la marque expérimente avec des matériaux alors peu utilisés en horlogerie : la fibre de carbone, le zirconium, le tantale, le tungstène, le magnésium, le cermet, le Hublonium (alliage d’aluminium et de magnésium), la céramique, le titane, le King Gold (un or exclusif Hublot avec 5% de platine), le platine, le caoutchouc, le nomex.
En 2007 Hublot ouvre sa première boutique à Paris, rue Saint-Honoré.

### Intégration au groupe LVMH
En avril 2008, le groupe de luxe LVMH rachète Hublot pour un montant estimé à 250 millions d'euros, alors que le joaillier est en pleine croissance : les ventes ayant quadruplé entre 2005 et 2007, et les bénéfices représentant 20 % du chiffre d'affaires.
En 2009 Hublot quitte ses bureaux de la route de Divonne pour inaugurer son nouveau siège à Nyon sur le nouveau site de production, en présence de Bernard Arnault, PDG de LVMH. La nouvelle manufacture 6 000 m2 est prévue pour accueillir à moyen terme 300 employés.
En 2011, l'entreprise reproduit la Machine d'Anticythère de l'Antiquité en la miniaturisant pour participer à un projet archéologique. L'équipe de recherche et développement de la manufacture développe un drone appelé Bubblot capable d'aller à 300 m de profondeur et équipé d'un détecteur de métaux et d'un aspirateur pour remonter des éléments.

### Direction de Ricardo Guadalupe
Ricardo Guadalupe, arrivé chez Hublot en 2005 et alors Directeur Opérationnel est nommé directeur général le 1er janvier 2012.
En janvier 2014, Jean-Claude Biver est nommé président de la division Montres du groupe LVMH.
En septembre 2015, la manufacture s'agrandit et inaugure un deuxième bâtiment ce qui double sa surface de production. Le coût de construction est de 20 millions de francs suisses.

## Sponsoring sportif
En 2022, la société décide de sponsoriser le navigateur suisse Alan Roura, dont le voilier devient Hublot.